# Гейштор, Александр
Александр Гейштор (пол. Aleksander Gieysztor; 17 июля 1916, Москва — 9 февраля 1999, Варшава) — польский историк, медиевист, президент Польской академии наук.

## Биография
Александр Гейштор родился в Москве, куда его семья (принадлежавшая к дворянам герба Гейштор) переехала из родной Белоруссии во время Первой мировой войны. С 1921 г. семья проживала в Варшаве.
Окончил исторический факультет Варшавского университета (1937). Принимал участие в сентябрьской кампании 1939 года в качестве подхорунжего запаса. Во время нацистской оккупации Польши работал в Бюро информации и пропаганды главного командования Армии Крайовой, где был одним из руководителей отдела информации. Участвовал в Варшавском восстании 1944 года. Одновременно с подпольной деятельностью преподавал в Тайном университете, в 1942 году защитил докторскую диссертацию.
С июля 1945 году — адъюнкт Государственного института истории искусств и инвентаризации памятников. С сентября 1945 года — адъюнкт, с 1949 года — экстраординарный профессор средневековой истории Польши и вспомогательных исторических дисциплин Варшавского университета. До 1975 года был директором Института истории Варшавского университета. С 1960 года — ординарный профессор. Читал лекции в университете до конца жизни.
В 1964 году Гейштор подписал письмо 34-х интеллектуалов председателю Совета министров Юзефу Циранкевичу, в котором содержался призыв к изменению польской культурной политики в соответствии с правами, закреплёнными в Конституции. После гонений на «подписантов» со стороны властей он подписал письмо в The Times, в котором говорилось, что в Польше нет политических репрессий и подвергалось критике Радио «Свободная Европа» (но не содержалось отказа от содержания предыдущего письма). Во второй половине 1970-х годов участвовал в деятельности организации оппозиционной интеллектуальной элиты Польское независимое соглашение.
Когда в январе 1971 года было принято решение о восстановлении Королевского замка в Варшаве, Гейштор стал членом Гражданского комитета реконструкции. С 1971 года — академик Польской академии наук. С 1975 года — заместитель председателя комитета по реконструкции Королевского замка, был первым директором музея Королевского замка (до 1991 года). Занимался научными проблемами истории замка, первые его публикации на эту тему относятся ещё к 1950-м годам.
С 12 декабря 1980 по 1984 г. и в 1990—1992 гг. — президент Польской академии наук. С 1986 года являлся членом Консультативного совета при председателе Государственного совета Войцехе Ярузельском. В 1989 году — участник Круглого стола («площадки» для диалога власти и оппозиции), официально в составе правительственной делегации, но одновременно пользовался и доверием представителей «Солидарности».
В 1986-1992 годах — председатель Варшавского научного общества. В 1984 году был членом Гражданского комитета празднования 40-летия Варшавского восстания. В 1994 году был одним из основателей Пултуской академии гуманитарных наук, которая в 2002 году была названа его именем.
9 февраля 1999 года скончался.

## Труды
Автор более 500 публикаций, в том числе:
- Historia Polski (в соавторстве; 1947)
- Ze studiów nad genezą wypraw krzyżowych (1948)
- Zarys nauk pomocniczych historii (1948), книга, которой пользовались несколько поколений студентов.
- Zarys dziejów pisma łacińskiego (1972)
- Zamek Królewski w Warszawie (1973)
- Mitologia Słowian (1982)
- Dzieje Mazowsza do 1526 roku (в соавторстве с профессором Хенриком Самсоновичем)
- La Pologne et l’Europe au Moyen Age. Warszawa, P.W.N. Conférence au Centre Scientifique à¨Paris de l’Académie Polonaise des Sciences le 10 décembre 1962.
- Società e cultura nell’alto Medioevo Polacco. Ossolineum 1965. Conférence à l’Académie Polonaise des Sciences à Rome le 5 novembre 1963.

### Публикации в России
- Варшавский университет : [К 150-летию университета. 1808 — 1818 — 1958 : Сб. ст.] / Под ред. А. Гейштора, М. Стшеменьского; пер. с польск. — Варшава: Arkady, 1960. — 96 с. — 550 экз.
- Гейштор А., Гербст С., Леснодорский Б. Тысячелетие истории Польши / Пер. с польск. — Варшава: Полония, 1959. — 109 с. || . — Варшава: Полония, 1964. — 111 с.
- Катынь : Пленники необъявленной войны : [Документы и материалы] / Рос. ред.: Р. Г. Пихоя (пред.) и др., пол. ред.: А. Гейштор (пред.) и др. — М.: Междунар. фонд «Демократия», 1999. — 604 с. — 2000 экз. — ISBN 5-89511-002-9.
- Гейштор А. Мифология славян = Aleksander Gieysztor. Mitologia Słowian. — М.: Весь Мир, 2014. — 384 с. — ISBN 978-5-7777-0581-5.

## Награды и признание
- Командорский крест со звездой ордена Возрождения Польши (1993)
- Орден Белого Орла (1994)
- Государственная премия I степени (1986)
- Почётный гражданин Варшавы (1992) и Пултуска
- член многих академий наук и научных обществ разных стран мира
- Почётный доктор Сорбонны и Ягеллонского университета в Кракове, университета Адама Мицкевича и Люблинского католического университета